# Andrei Malykh
Andrei Sergeyevich Malykh (tiếng Nga: Андрей Серге́евич Малых; sinh ngày 24 tháng 8 năm 1988) là một cầu thủ bóng đá người Nga. Anh hiện đang thi đấu ở vị trí hậu vệ phải cho FC Orenburg.